# Улица 9 Мая (Арзамас)
Улица 9 Ма́я — самая длинная улица в Арзамасе. Начинается от Новой улицы и продолжается до улицы Володарского. Названа в честь Дня Победы.

## Описание
Одна из самых длинных улиц в Арзамасе, проходит через весь город с севера на юг. Её протяжённость составляет 5,3 км. На улице находится самое большое предприятие города — Арзамасский Машиностроительный завод.

## Транспорт
Через улицу ходят 7 маршрутов автобуса:
№ 2: Поликлиника — Соборная пл.
№ 3: Поликлиника — Соборная пл.
№ 4: Соборная пл. — Арзамас III — Соборная пл. — 408 км
№ 5: Соборная пл. — ул. Короленко — Соборная пл. — р. п. Выездное
№ 6: 9 Мая — 408 км.
№ 9: Соборная пл. — м-н «Кирилловский»
№ 10: Соборная пл. — м-н «Кирилловский»